# Kuszaba (herb szlachecki)
Kuszaba (Bychawa, Kuczaba, Kuczawa, Ruchaba, Ruczaba, Paprzyca, Rakwicz) – herb szlachecki, noszący zawołanie Iwiczna oraz Kuszaba.

## Opis herbu
W polu srebrnym kamień młyński czarny z paprzycą pośrodku, srebrną. W klejnocie osiem głów szczenięcych srebrnych w dwóch rzędach; u góry dwie w prawo, dwie w lewo, na dole jedna w prawo, trzy w lewo.
Opis herbu Kuszaba pojawia się już w Klejnotach Jana Długosza: Kuszaba. Cuius insignia lapis molaris griseus cum ferrea paprzicza in albo campo. Co w tłumaczeniu oznacza: Kuszaba. Której znakiem kamień młyński szary z żelazną paprzycą w białym polu.
Według Niesieckiego (...) powinien zaś być kamień młyński do góry postawiony, szarego koloru, z żeleźcem we środku, jak do mełcia, w polu białem, na hełmie ośm szczeniąt.
Szymański twierdzi, że „(...) w polu srebrnym kamień młyński (żarna) czarny z paprzycą srebrną”.
Aktem unii horodelskiej herb został przeniesiony na Litwę (przyjął bojar litewski Manstold, adoptował Marmicza z Iwiczny Iwicki, komornik łęczycki).

## Herbowni
Baran, Bielicki, Bielicki, Boksza, Bokum, Bokun, Chrebra, Ciechliński, Ciecholewski, Czokołda, Dąbrowski, Dobrowski, Fabirowski, Ganiewski, Ganowski, Garowski, Gowin, Grochowski, Grodziński, Gródziński, Grotowski, Iwicki, Jarzyczewski, Kussowski, Lewicki, Kuszaba, Lubowiecki, Lubowiedzki, Łochowski, Miedwiediew, Monstold, Monsztołd, Nieprzecki, Nieprzeski, Niewiński, Niwiński, Ociesalski, Ocosalski, Oczesalski, Oczosalski, Owen, Pabierowski, Pabirowski, Paparzyński, Paprzyc, Paprzyca, Paprzycki, Petrykowski, Pieczewski, Pluta, Potrykowski, Przesmycki, Prześmiński, Rybarski, Sieklucki, Sieprawski, Stasiewicz, Staszewicz, Strusieński, Swirzawski, Szczeniowski, Śnieżawski, Świcki, Świeżawski, Świżawski, Uchacki, Uhacki, Warszewicki, Warszowicki, Widłowski, Wygonowski, Zberkmuł, Zbierzynek, Zgliczyński, Zgliński, Zrzobek, Zubek, Źróbek, Żupek.
Gowin (Gawin) to właściwie przydomek kaszubskiej rodziny Gostomskich, używających tego herbu.

## Legenda herbowa
Z Czech ten herb przyniesiony do Polski być mienią za Bolesława Wstydliwego, z tej zaś okazyi miał być nabyty. Dano znać Pani pewnej w Czechach, że poddana jej razem trzech synów powiła, ta nietylko, że poddaną swoję z tej okazji o cudzołóstwo (rozumiejąc, że z jednym mężem tyle dziatek być nie może ) posądzała, ale też i surowiej karała.
Przyszło za sprawą Boską, który niewinnych broni, że taż sama Pani w krótkim czasie dziewięciu synów porodziła. Czy się tedy wstydząc, czy obawiając się jakiegoś dla siebie porozumienia złego u męża, babie ośmiu synów w bliskiej rzece, jednego tylko z nich zostawiwszy na wychowanie, potopić kazała. Nie było na ten czas w domu męża Pani onej, za sporządzeniem jednak Boskiem, właśnie nadjechał, gdy już na zgubę dzieci Baba niosła. Pyta ją tedy, co niesiesz? Odpowiada, szczenięta prawi do wody topić, zajrzy z ciekawości Pan, czy prawi nie ma między niemi co do myślistwa sposobnego; gdy zobaczył dzieci, i dowiedział się o wszystkim, co się działo; sekretnie młynarzowi kazał wszystkie odchować.
Gdy dorośli, zaprosiwszy do siebie gości i sąsiadów, i uczęstowawszy, rzuca kwestyą na coby sobie ta matka zasłużyła, któraby własne dzieci zgubiła, wszyscy ją śmierci godną osądzili; dopiero ojciec rzecze: niech tu staną szczenięta moje: przyprowadzili ośmiu chłopców, w jednakowej barwie, żywości i komplekxyi, prawie wszyscy równi. Powiada przed wszystkiemi zaproszonemi, co się z niemi stało, a do żony obróciwszy się, za ten grzech, godnabyśći wprawdzie karania większego, tylko że cie sam Bóg strzegł przeze mnie; dla tego podziękuj świętej jego opatrzności.
Czy to tedy synom na pamiątkę tej rewolucyi, czy młynarzowi, który ich wychował w nagrodę, tym kształtem herb nadał, nie zgadzają się autorowie.

{{Cytat}} Linki zewnętrzne: "źródło".